# Hackeborni Szent Mechtild
Hackeborni Szent Mechtild (németül: Mechthild von Hackeborn), (1240/1241 – 1298. november 19.) szentként tisztelt középkori német apáca.

## Élete
Szászországban született a II. Frigyes német-római császárral rokon Hackeborn grófi családból. Születésekor nagyon gyengének találták, még életben maradása is kétséges volt. Megkeresztelése után azonban új erőre kapott. Hét éves korában szülei magukkal vitték a rodersdorfi kolostorba, ahol Mechtild nővére, Gertrúd lakott apácaként. A kis Mechtildnek annyira megtetszett ez az életforma, hogy szülei tiltakozása ellenére ott maradt, és ő is a kolostorban kezdett el élni. 10 éves korában 19 éves nővére lett a kolostor apátnője, és vezetése alatt a kolostor a középkori lelki élet egyik virágzó központjává fejlődött. Mechtild is tovább haladt az erényesség útján, és mint az egyik apáca írta róla: „csodálatosan kedves és szelíd volt, mélységesen alázatos, a végletekig türelmes. Az igaz szegénységet szerette, és különösen az Isten- és emberszeretetben volt kimeríthetetlen.” Szép hangja és finom zeneérzéke miatt a kórusban előénekessé választották. Mint életrajzírói feljegyezték róla, sokat szenvedett különféle betegségekben – elsősorban epekő és májfájdalmakban. Emellett nagy lelki elhagyatottságon és lelki szárazságon ment keresztül. Viszont gyakran voltak látomásai.

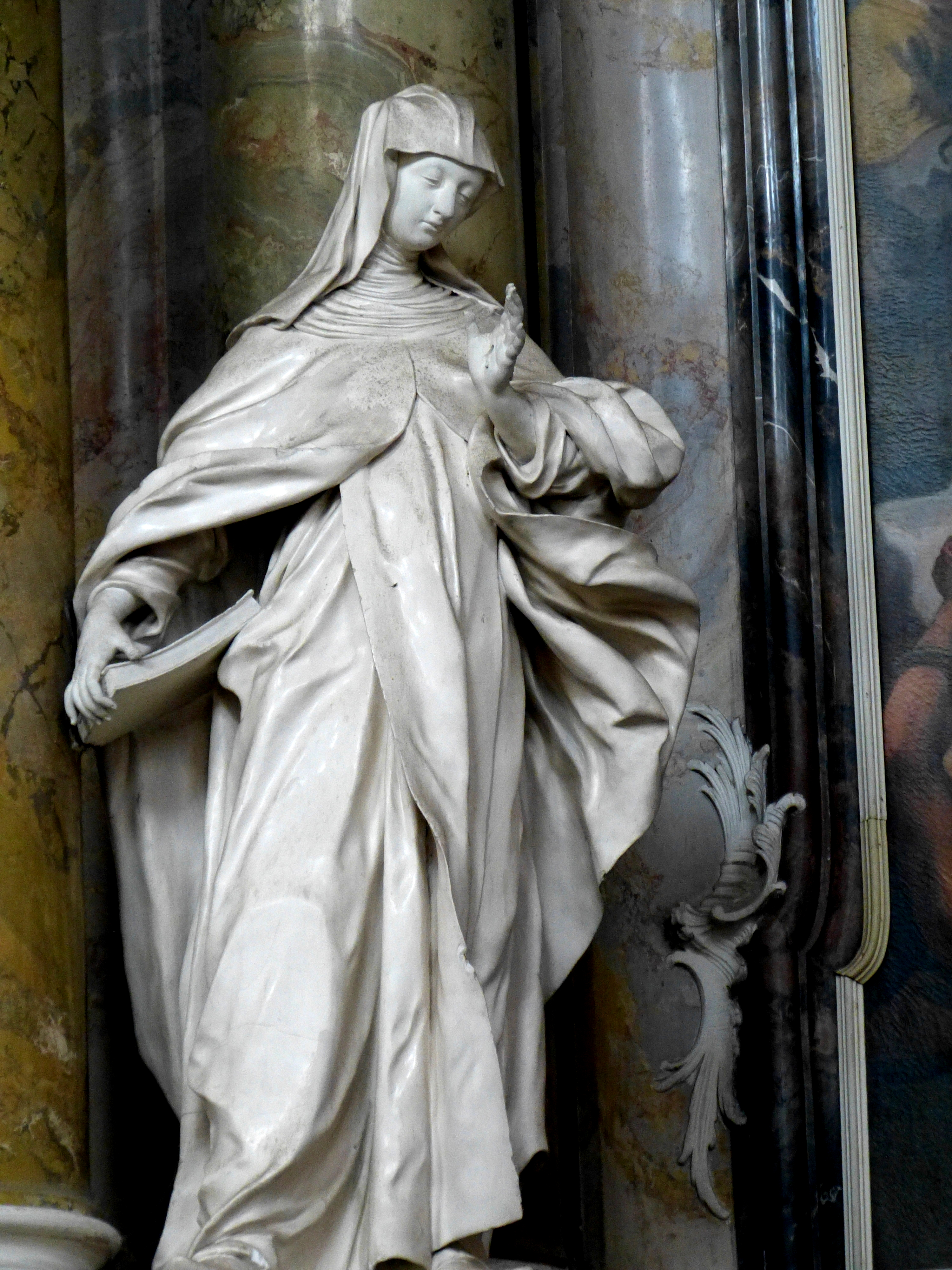
Johann Georg Üblhör: Szent Mechtild (Engelhartszell, Ausztria, 1754–1764)

A Liber specialis gratiae című életrajza szerint „mélységes szánalommal vette oltalmába a szorongatásban, kísértésben lévőket. Aprólékos anyai gonddal segítette, vigasztalta őket. Aki csak hozzá fordult, mind emelte, tanította.” Bensőséges barátságot ápolt a nála 15 évvel fiatalabb Nagy Szent Gertrúddal, akit 5 éves korában vettek fel a kolostorba. Mechtild sokat imádkozott másokért, és egy húsvéti látomás során állítólag az Isten rálehelt Mechtildre ezzel a szavakkal: „Vedd a Szentlelket.” Erre tüzes sugarak árasztották az apácát, illetve akiért később imádkozott, arra is átterjedtek ezek a sugarak. Látomása nem akadályozták, hogy alantasabb, például házi munkákban aktívan részt vegyen. Csodálatos látomásait élete során eltitkolta, és csak élete vége felé mondta el Gertrúdnak, aki titokban leírta a Liber specialis gratiaet ('Rendkívüli kegyelmek könyve'). Ekkoriban, 1290-től kezdve Mechtild lebénult, és 8 évi szenvedés után 1298-ban hunyt el. Az római katolikus egyház szentként tiszteli.